# Accidente laboral

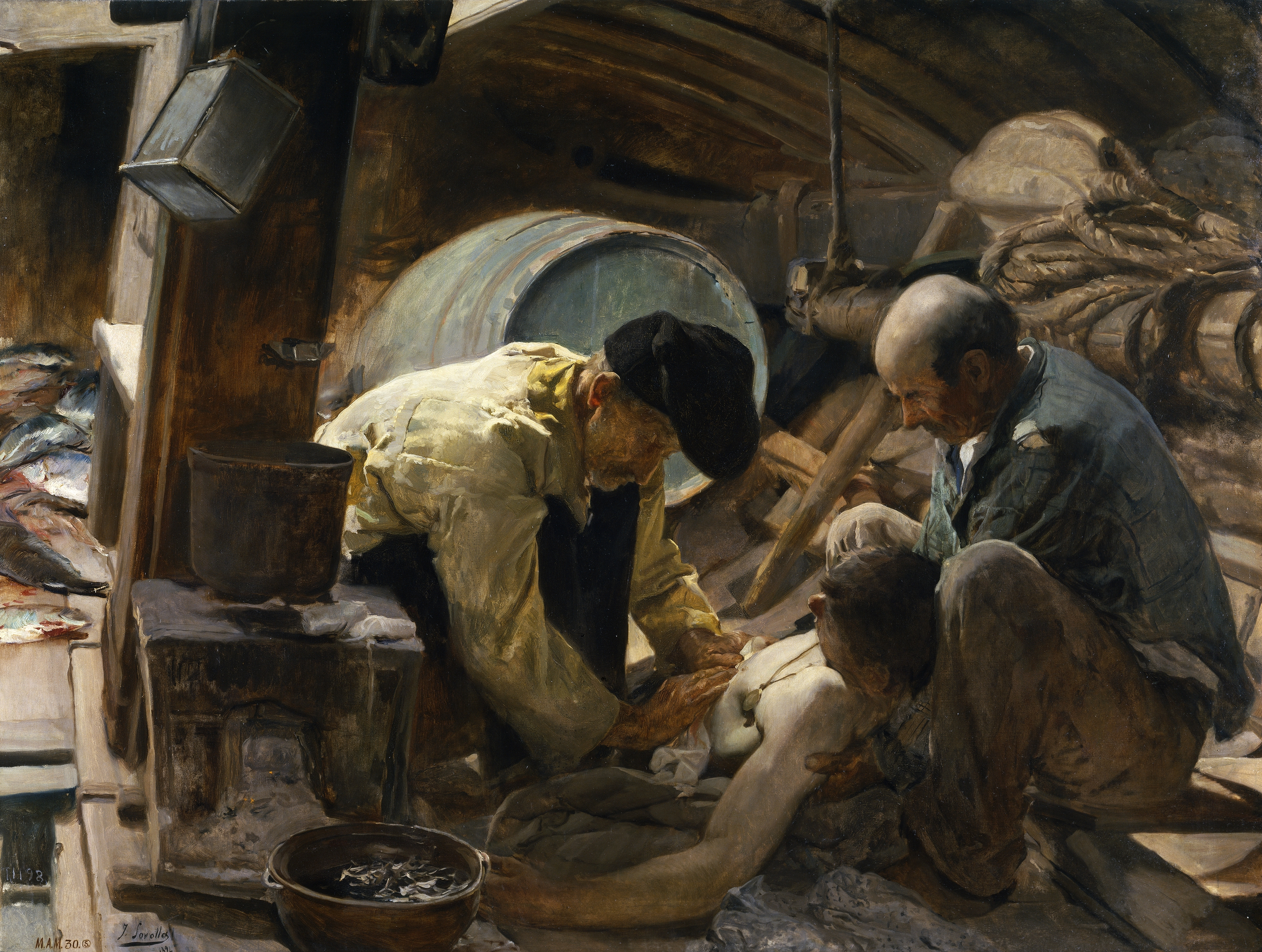
¡Aún dicen que el pescado es caro! (1894), obra de Joaquín Sorolla, Museo del Prado.

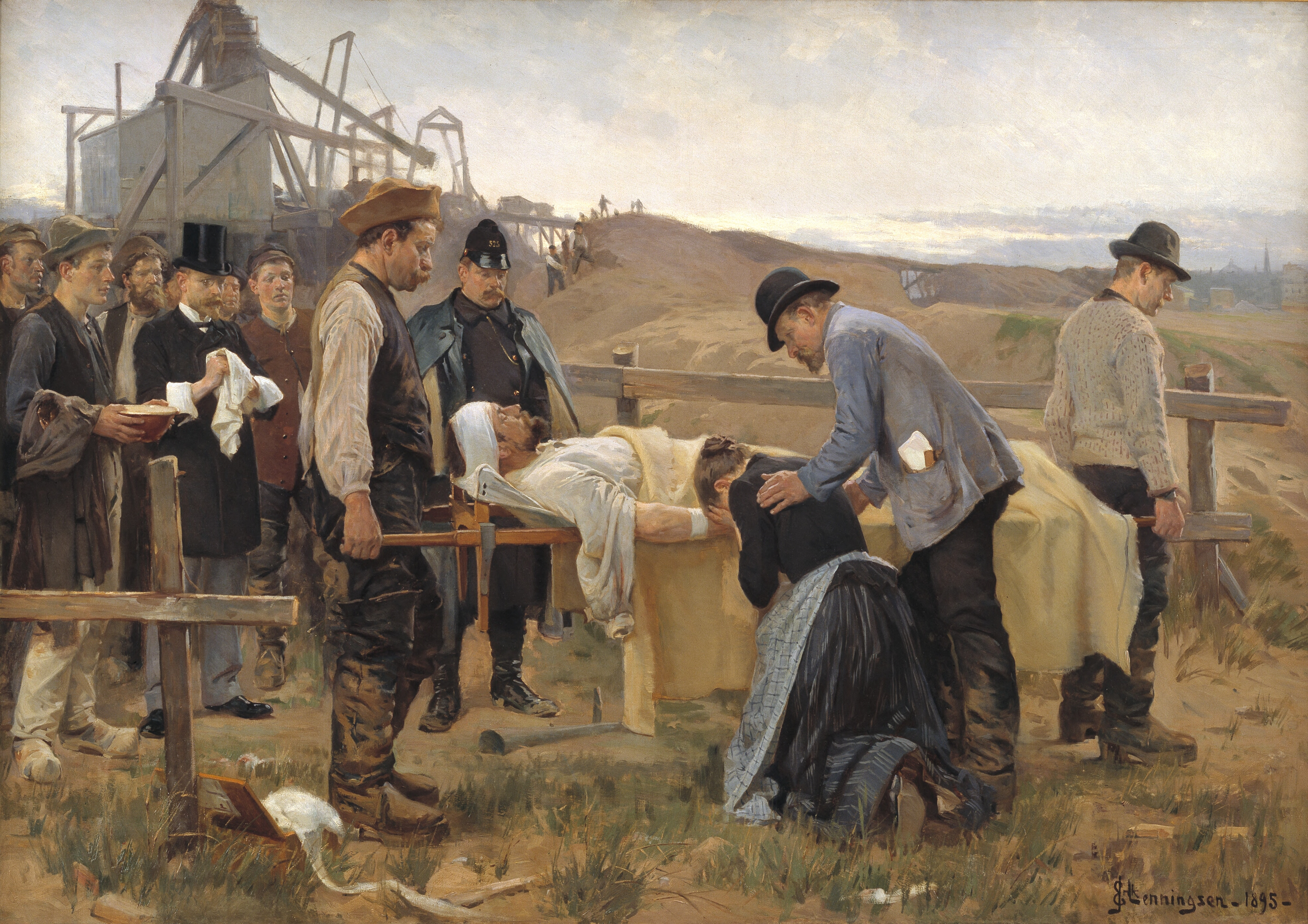
Un trabajador herido, pintura de Erik Henningsen

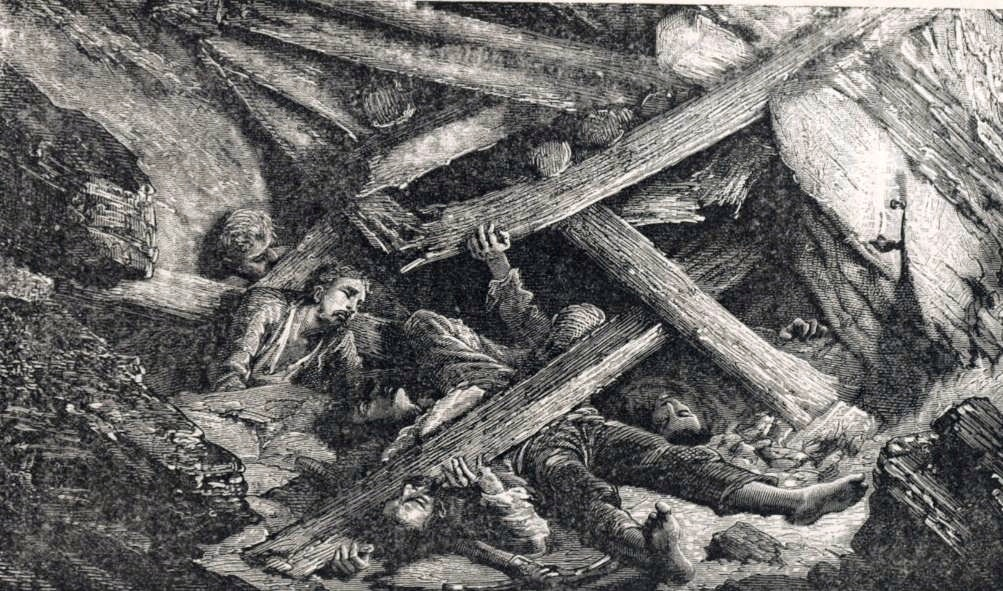
Accidente laboral en una mina, pintura de Albert Sidney

Accidente laboral es todo suceso repentino que sobrevenga por causa o en ocasión del trabajo, y que produzca en el trabajador una lesión grave, una invalidez, una enfermedad crónica o hasta la muerte de un trabajador.
Es también accidente de trabajo aquel que se produce durante la ejecución de órdenes del empleador, o contratante durante la ejecución de una labor bajo su autoridad, aun fuera del lugar y horas de trabajo.
Se denomina accidente de trayecto o accidente in itinere al que se produzca durante el
traslado del trabajador desde su residencia al lugar de trabajo o viceversa, a condición de que el trayecto no hubiera sido interrumpido por razones particulares. La legislación puede establecer su equiparación con el accidente de trabajo a los efectos legales.
También se considerará como accidente de trabajo el ocurrido durante el ejercicio
de la función sindical aunque el trabajador se encuentre en permiso sindical siempre que el accidente se produzca en cumplimiento de dicha función.
De igual forma se considera accidente de trabajo el que se produzca por la ejecución de actividades recreativas, deportivas o culturales, cuando se actúe por
cuenta o en representación del empleador o de la empresa usuaria cuando se trate de trabajadores de empresas de servicios temporales que se encuentren en
misión.

## Regulación por país
Son todas las lesiones funcionales o corporales, permanentes o temporales, inmediatas o posteriores, o la muerte, resultantes de la acción violenta de una fuerza exterior que pueda ser determinada o sobrevenida en el curso del trabajo, por el hecho o con ocasión del trabajo, toda lesión interna determinada por un esfuerzo violento, sobrevenida en las mismas circunstancias.

### Argentina
Según la Ley de riesgos del trabajo (n.º 24557) en el Capítulo III -Art 6º define como accidente de trabajo “a todo acontecimiento súbito y violento ocurrido por el hecho u en ocasión del trabajo, o en el trayecto entre el domicilio del trabajador y el lugar del trabajo, siempre y cuando el damnificado no hubiere interrumpido o alterado dicho trayecto por causas ajenas al trabajo”. ... “El trabajador podrá declarar por escrito ante el empleador, y este dentro de las 72 horas ante el asegurador, que el itinere se modifica por razones de estudio, concurrencia a otro empleo o atención de familiar directo enfermo y no conviviente, debiendo presentar el pertinente certificado a requerimiento del empleador dentro de los tres días hábiles de requerido”...
Están excluidos de esta ley los accidentes de trabajo y las enfermedades profesionales causados por dolo del trabajador o por fuerza mayor extraña al trabajo.
En Argentina los accidentes de trabajo son cubiertos por una aseguradora de riesgos de trabajo llamada por sus siglas ART. Es obligatorio para los empleadores contratar una aseguradora, quien brindara prestaciones dinerarias y en especie (asistencia médica, reinserción laboral, etc.) al trabajador que sufre un accidente de trabajo o enfermedad profesional.

### Colombia
Es accidente de trabajo todo suceso repentino que sobrevenga por causa o con ocasión del trabajo, y que produzca en el trabajador una lesión orgánica, una perturbación funcional o psiquiátrica, una invalidez o la muerte.
Es también accidente de trabajo aquel que se produce durante la ejecución de órdenes del empleador, o contratante durante la ejecución de una labor bajo su autoridad, aun fuera del lugar y horas de trabajo.
Igualmente se considera accidente de trabajo el que se produzca durante el traslado de los trabajadores o contratistas desde su residencia a los lugares de trabajo o viceversa, cuando el transporte lo suministre el empleador.
También se considerará como accidente de trabajo el ocurrido durante el ejercicio de la función sindical aunque el trabajador se encuentre en permiso sindical siempre que el accidente se produzca en cumplimiento de dicha función.
De igual forma se considera accidente de trabajo el que se produzca por la ejecución de actividades recreativas, deportivas o culturales, cuando se actúe por cuenta o en representación del empleador o de la empresa usuaria cuando se trate de trabajadores de empresas de servicios temporales que se encuentren en misión. (Ley 1562 de 2012)

### España
A partir de 2003, la definición de accidente laboral también incluye a los trabajadores autónomos que previamente así lo soliciten a la Seguridad Social y abonen las cuotas sociales correspondientes.
Es por tanto necesario que se cumplan las siguientes características:
1. Lesión corporal, que puede ser física o psíquica.
2. Que el trabajador sea por cuenta ajena o esté dado de alta en la contingencia de accidente de trabajo como autónomo por cuenta propia.
3. También se extiende el concepto a los trabajadores socios de sociedades mercantiles.
4. Que el accidente con ocasión o por consecuencia del trabajo.

Se consideran asimismo laborales en España, a diferencia del resto de los países del entorno:
- Los accidentes que ocurren al ir o volver del trabajo, denominados accidentes in itinere. Solamente tienen esa consideración los accidentes laborales que se hayan producido entre el domicilio habitual del trabajador y el puesto de trabajo. No se considera accidente laboral si se producen interrupciones en el camino para realizar actos ajenos al trabajo o se dirige desde el trabajo a lugares distintos del domicilio habitual.
- Los que desempeñe el trabajador con ocasión o como consecuencia del desempeño de cargos electivos de carácter sindical o de gobierno de las entidades gestoras, así como los ocurridos al ir o al volver del lugar en el que se ejerciten las funciones propias de dichos cargos.
- Los ocurridos con ocasión o por consecuencia de las tareas que, aun siendo distintas a las de su categoría profesional, ejecuta el trabajador en cumplimiento de las órdenes del empresario o espontáneamente en interés del buen funcionamiento de la empresa.
- Los acaecidos en actos de salvamento y en otros de naturaleza análoga, cuando unos y otros tengan conexión con el trabajo.
- Las enfermedades que contraiga el trabajador con motivo de la realización de su trabajo, siempre y cuando se pruebe que la enfermedad tuvo por causa exclusiva la realización del mismo y no esté catalogada como enfermedad profesional.
- Las enfermedades o defectos padecidos con anterioridad por el trabajador que se agraven como consecuencia de la lesión constitutiva del accidente.
- Los infartos de miocardio, trombosis, hemorragias cerebrales o similares cuando se producen a causa o consecuencia del trabajo.

No se considera accidente de trabajo:
- La imprudencia temeraria, aunque sí la imprudencia profesional.
- El accidente que se produce en el puesto de trabajo cuando el accidentado está cometiendo un delito doloso.
- Los infartos de miocardio, trombosis, hemorragias cerebrales o similares si no son producto del trabajo.[4]

La notificación de accidentes es obligatoria según la Ley 31/1995 de prevención de riesgos laborales; el Sistema Delt@ permite la transmisión de los documentos necesarios mediante procedimiento electrónico. Además, En España, en ciertos sectores, especialmente los que tienen un mayor riesgo de accidente es posible sea de obligado cumplimiento por parte de las empresas la contratación del llamado seguro de convenio a nombre de cada trabajador, en caso de accidente laboral o incapacidad sobrevenida el trabajador tendrá derecho a las coberturas marcadas en cada convenio.
Derechos que se tienen tras sufrir un accidente laboral:
```
   • Derecho a una 
asistencia sanitaria
;
   • Reconocimiento al derecho a las prestaciones de la Seguridad Social;
   • Derecho a un recargo de prestación si el accidente se ha debido a la falta de medidas en la prevención de riesgos laborales;
   • Derecho al abono de mejoras voluntarias;
   • Derecho al abono de indemnizaciones procedentes de responsabilidades civiles o penales, aparte de laborales.
[
8
]
```

### Estados Unidos
En 1855, Georgia y Alabama aprobaron leyes de responsabilidad a los empleadores; 26 estados pasaron leyes similares entre 1855 y 1907. Las primeras leyes permitían a los empleados poder demandar al patrón y después demostrar el acto negligente de su parte.
La primera ley estatal de compensación al trabajador fue aprobada en Maryland en 1902, y la primera ley que cubre a empleados federales fue aprobada en 1906. En 1949, todos los estados habían promulgado un programa de compensación para los trabajadores
A la vuelta del vigésimo siglo las leyes de la remuneración de trabajadores eran voluntarias.
Dado que la indemnización de los trabajadores exigía beneficios sin tener en cuenta la culpa o la negligencia, muchos sentían que la participación obligatoria privaría al empleador de propiedad sin el debido proceso. La cuestión fue resuelta por la Corte Suprema de Estados Unidos en 1917 en Nueva York Central Railway Co. vs. White, que sostenía que los derechos de un empleador no eran quebrantados por la compensación de trabajadores mandataria.
Después de la sentencia muchos estados promulgaron nuevas leyes obligatorias de compensación a trabajadores.
En Estados Unidos la mayoría de los empleados que son lesionados en el trabajo reciben atención médica en respuesta a la lesión en el lugar de trabajo y, en algunos casos, el pago para compensar las discapacidades resultantes.

#### California
California cuenta con el Programa de Seguro de Compensación para Trabajadores Lesionados. Un empleado puede pedirlo en caso de haber resultado herido mientras desempeñaba sus responsabilidades del trabajo en las instalaciones del mismo.
Nueva York
Actualmente, el estado de Nueva York obliga a todos los empleadores a pagar un seguro de compensación laboral para sus empleados, incluso para los que residen ilegalmente en los Estados Unidos. Este seguro cubre los gastos médicos relacionados con el accidente o enfermedad laboral, y dos tercios de los salarios perdidos durante el tiempo el tiempo de recuperación.
Además, la sección 240 de la Ley Laboral, conocida como Ley de Andamios, les da a los obreros heridos en trabajos de demolición o construcción la posibilidad de iniciar una demanda por sus lesiones. Según esta ley, única del estado de Nueva York, los dueños de los edificios o contratistas principales de la obra deben velar por la seguridad de sus trabajadores, cumpliendo con los protocolos que exige la Administración de Seguridad y Salud Ocupacional (OSHA, por sus siglas en inglés) y proporcionando los equipos y entrenamiento adecuados para los obreros que trabajan en alturas.
Gracias a esta ley, los trabajadores de construcción lesionados en edificios de tres o más apartamentos pueden demandar a los responsables de su accidente, y recibir compensación por gastos médicos, salarios perdidos, daños a futuro y dolor y sufrimiento.

### México
La ley federal del trabajo, refiere lo siguiente:

Artículo 474.- Accidente de trabajo es toda lesión orgánica o perturbación funcional, inmediata o posterior, o la muerte, producida repentinamente en ejercicio, o con motivo del trabajo, cualesquiera que sean el lugar y el tiempo en que se preste. Quedan incluidos en la definición anterior los accidentes que se produzcan al trasladarse el trabajador directamente de su domicilio al lugar del trabajo y de éste a aquél.

### Nicaragua
En la República de Nicaragua, la ley que norma, regula y controla las buenas prácticas de Higiene y Seguridad laboral, es la ley 618. Ley General de Higiene y Seguridad en el Trabajo y su Reglamento. la cual se acompaña de normas técnicas de seguridad especiales para diversos tipos de trabajos.
Sin embargo es el Código del Trabajo de la República de Nicaragua en el artículo n.° 110 que define un accidente laboral como: El suceso eventual o acción de que involuntariamente, con ocasión o a consecuencia del trabajo, resulte la muerte del trabajador o le produce una lesión orgánica o perturbación funcional de carácter permanente o transitorio.
También se entiende como accidente de trabajo:
1.	El ocurrido al trabajador en el trayecto normal entre su domicilio y su lugar de trabajo.
2.	El que ocurre al trabajador al ejecutar órdenes o prestar servicio bajo la autoridad del empleador, dentro o fuera del lugar y hora de trabajo.
3.	El que suceda durante el período de interrupción del trabajo o antes y después del mismo, si el trabajador se encuentra en el lugar de trabajo o en locales de la empresa por razón de sus obligaciones.(Código del trabajo art. 110)
No son accidentes de trabajo o trayecto, los que ocurren en estado de ebriedad o bajo efecto de drogas, por riñas personales, intentos suicidas, agresiones o lesiones ocasionadas intencionalmente y al realizar labores ajenas a la empresa donde está contratado. (Código del trabajo art. 124)
Dichas regulaciones enfatizan en centrar la gestión de seguridad a la prevención de enfermedades y accidentes originados por un ambiente de trabajo inseguro. De forma simple se considera que los accidentes de trabajo se originan por dos causas básicas que al incidir en tiempo, espacio y circunstancia producen el accidente, estas causas básicas son:
Condiciones inseguras y Actos inseguros.
En la medida que se identifiquen y controlen dichas causas, se podrán aplicar las medidas necesarias para prevenir un daño a las personas y medios de producción.

### Perú
Ley N.º 29783, Ley de Seguridad y Salud en el Trabajo. DS 005-2012-TR refiere lo siguiente:
Accidente de trabajo es todo suceso repentino que sobrevenga por causa o con ocasión del trabajo y que produzca en el
trabajador una lesión orgánica, una perturbación funcional, una invalidez o la muerte.
Es también accidente de trabajo aquel que se produce durante la ejecución de órdenes del empleador, o durante la ejecución
de una labor bajo su autoridad, y aun fuera del lugar y horas de trabajo.

### India
Los accidentes laborales en India son un problema significativo, con aproximadamente 48 000 muertos anuales durante la jornada laboral. Uno de los factores que agravan esta situación es la falta de implementación efectiva de las leyes de seguridad laboral. Aunque India cuenta con regulaciones en esta área, la falta de inspecciones y la evasión de responsabilidades por parte de las empresas son comunes.
Según un informe publicado en 2022, aproximadamente 6500 trabajadores habrían muerto en accidentes industriales entre 2017 y 2021, aunque las cifras podrían ser mayores dado que muchos no quedan registrados. Estos incidentes ocurren principalmente en sectores como la construcción, la manufactura y la minería, y muchas de las víctimas provienen de empleos precarios o informales, que representan alrededor del 90 % de la fuerza laboral del país.

### Unión Europea
En el resto de los países de la Unión Europea el accidente de trabajo es mucho más restringido que en España. Las principales diferencias son:
- No se considera el accidente in itinere como accidente de trabajo
- No se considera laboral el infarto de miocardio, la trombosis, las hemorragias cerebrales o similares.

### Venezuela
La Ley Orgánica de Prevención, Condiciones y Medio Ambiente de Trabajo (Lopcymat), modificada en 2005, define:

Artículo 69. Se entiende por accidente de trabajo, todo suceso que produzca en el trabajador o la trabajadora una lesión funcional o corporal, permanente o temporal, inmediata o posterior, o la muerte,resultante de una acción que pueda ser determinada o sobrevenida en el curso del trabajo, por el hecho o con ocasión del trabajo.
Serán igualmente accidentes de trabajo:
La lesión 1. interna determinada por un esfuerzo violento o producto
de la exposición a agentes físicos, mecánicos, químicos,
biológicos, psicosociales, condiciones meteorológicas sobrevenidos
en las mismas circunstancias.
2. Los accidentes acaecidos en actos de salvamento y en otros de
naturaleza análoga, cuando tengan relación con el trabajo.
3. Los accidentes que sufra el trabajador o la trabajadora en el
trayecto hacia y desde su centro de trabajo, siempre que ocurra
durante el recorrido habitual, salvo que haya sido necesario
realizar otro recorrido por motivos que no le sean imputables al
trabajador o la trabajadora, y exista concordancia cronológica y
topográfica en el recorrido.
4. Los accidentes que sufra el trabajador o la trabajadora con ocasión del desempeño de cargos electivos en organizaciones sindicales,así como los ocurridos al ir o volver del lugar donde se
ejerciten funciones propias de dichos cargos, siempre que concurran
los requisitos de concordancia cronológica y topográfica
exigidos en el numeral anterior."

Es importante mencionar que en la versión anterior no se incluían los accidentes de trayecto o in itinere como Accidentes de Trabajo, adicionalmente, en esta nueva ley se incluyeron en su ámbito de aplicación a los trabajadores residenciales como conserjes y vigilantes.
Para garantizar el ordinal 3 del artículo 69, muchas empresas han implementado lo que se ha denominado rutograma que es una representación gráfica en la que se indica la ruta, medios de transporte y horarios que comúnmente el trabajador utiliza para ir desde su casa al trabajo y desde el trabajo hacia su casa.
La principal normativa que rige los riesgos laborales en Venezuela es la Ley Orgánica de Prevención, Condiciones y Medio Ambiente de Trabajo (LOPCYMAT), promulgada en 2005 y reformada en 2012. Esta ley establece el marco legal para garantizar la seguridad y salud de los trabajadores en sus lugares de trabajo.

#### Puntos Clave de la LOPCYMAT[15]
1. Prevención como Pilar Fundamental:
  - Promueve la prevención de accidentes laborales[17] y enfermedades ocupacionales mediante la identificación y control de riesgos en el ambiente de trabajo.
  - Obliga a los empleadores a implementar programas de seguridad y salud laboral.
2. Derechos y Deberes de los Trabajadores:
  - Derecho a trabajar en condiciones seguras y saludables.
  - Participación activa en los Comités de Seguridad[18] y Salud Laboral.
  - Deber de cumplir con las normas de seguridad y reportar situaciones de riesgo.
3. Obligaciones de los Empleadores:
  - Garantizar un ambiente de trabajo seguro.
  - Proveer equipos de protección personal adecuados.
  - Capacitar a los trabajadores en materia de seguridad y salud laboral.
  - Notificar a las autoridades sobre cualquier accidente laboral o enfermedad ocupacional en un plazo máximo de 24 horas.
4. Comités de Seguridad y Salud Laboral:[19]
  - Deben estar constituidos en todas las empresas.
  - Integrados por representantes de los trabajadores y del empleador.
  - Encargados de vigilar el cumplimiento de las normas y promover mejoras en las condiciones de trabajo.
5. Instituto Nacional de Prevención, Salud y Seguridad Laborales (INPSASEL):[20]
  - Organismo encargado de supervisar y hacer cumplir la LOPCYMAT.[15]
  - Ofrece asesoría y capacitación en materia de seguridad y salud laboral.
  - Realiza inspecciones y puede imponer sanciones en caso de incumplimiento.